# Olivia Auclair
Pour les articles homonymes, voir Auclair.
« Les Babeluttes » redirige ici. Pour les caramels de Belgique et du nord de le France, voir Babelutte.
Olivia Auclair, née le 10 mai 1970 à Bruxelles, est une comédienne et chanteuse belge. 
L'artiste se produit au théâtre, au cinéma, à la radio ou à la télévision ; elle travaille également pour le doublage. Les spectacles d'Olivia Auclair sont destinés aux adultes et tout public alors que dans le duo musical Les Babeluttes, qu'elle constitue avec le musicien Nicholas Yates, elle chante pour les enfants. 

## Biographie

### Ses débuts
Olivia Auclair est diplômée en  journalisme et communication de l'Université libre de Bruxelles. Elle prend également des cours de diction, déclamation et art dramatique à l’académie de Watermael-Boitsfort et d’Etterbeek,. Elle exercera dans les relations publiques, ce qui ne répondra pas à ses attentes. Elle décide alors de suivre des études de comédienne à l'École internationale de théâtre Lassaad, à Saint Gilles puis complète sa formation par des cours de chant chez Stéphane Deltour, qui deviendra son compositeur. 
Au début des années 2000 Olivia Auclair joue la comédie dans les théâtres et les tournages, prête sa voix et son image à la publicité radiophonique ou télévisée. Puis, l'artiste se lance, comme auteur-compositeur-interprète,  dans la chanson francophone destinée à un public adulte. Parfois comparée à Linda Lemay, elle déclare avoir été influencée par Jacques Brel et Jeanne Cherhal. Les thèmes de prédilection de ses textes sont l'humour, la tendresse et une touche féminine. 
En 2007, l'artiste remporte le prix du public au Festival de Charleroi Mars en Chanson ; elle figure, l'année suivante, parmi les découvertes des Francofolies de Spa. La presse, évaluant avec attention les capacités de la jeune interprète, reconnaît la personnalité de l'artiste en distinguant ses chansons à textes pour leur virulence et leur ironie.

### Les premiers albumsOlivia Auclair live!,L'enfant-Porte

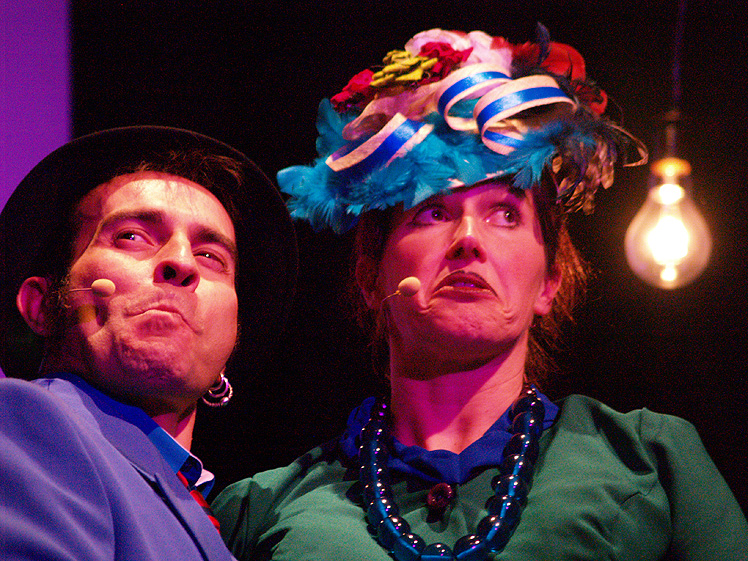
Olivia Auclair (rôle de la Mère Luh) et Olivier Daguerre dans L’Enfant-Porte

En 2009, La chanteuse sort un premier album enregistré en public, Olivia Auclair Live !. En parallèle aux chansons, Olivia Auclair poursuit sa carrière de comédienne en écrivant et jouant ses pièces ; elle met en avant la complémentarité des deux activités. Ainsi cette même année, elle écrit et joue avec Laurent van der Rest La Dent sous l'oreiller,. 
Francis Cabrel sélectionne Olivia Auclair lors d'un stage à Astaffortpour Les Rencontres d’Astaffort organisées par Voix du sud en 2009,, où elle a pour parrains Maxime Le Forestier et Emilie Loizeau. Lors d'une nouvelle rencontre « Jeune public », la promotion dont elle fait partie imagine une fiction musicale pour enfants, traitant de la lutte contre l’illettrisme à partir d’un conte de Yannick Jaulin. Francis Cabrel tombe sous le charme et permet de concrétiser ce premier projet en produisant l'album L'enfant-Porte dans lequel Olivia Auclair tient le rôle féminin principal de la méchante (La mère Luh). L'enfant-Porte sera présenté en tournée avec Francis Cabrel pendant plus de trois ans en France ainsi qu'au Canada au Festival d'été de Québec.

### En duo musical: Les Babeluttes
À partir de 2013, elle constitue un duo musical avec Nicholas Yates, un musicien passé par le Jazzstudio d'Anvers, le Conservatoire royal de Bruxelles où il pratique la guitare jazz, avant de devenir musicien professionnel comme contrebassiste autodidacte. Dans Les Babeluttes,  Nicholas Yates joue plusieurs instruments (batterie, basse, guitare) et de la contrebasse. Les Babeluttes proposent des contes musicaux adaptés selon les âges des enfants. Ainsi les contes peuvent être à destination des plus petits (3-7 ans) T'en fais une tête !, un message pour prendre la vie du bon côté, comme des plus grands Madame Jeannotte, un hommage aux « chouettes professeurs », ainsi qu'à l’acceptation de la différence et à la tolérance Buzz, un amour de bourdon, une histoire d’amour et d’amitié (à partir de 4 ans). Les enfants sont fréquemment appelés à interagir dans les chansons, comme dans Le bon côté des choses sur le thème de rire ou de bouder. Le duo se produit de nombreuses années dans les écoles, les festivals, les centres culturels et le spectacle sera même joué, bien qu'étant adapté, pendant la crise sanitaire Covid.

### L'albumPas ce soir chéri!
En parallèle, pour public adulte, Olivia Auclair sort en solo en 2015 Pas ce soir chéri !, un album pop rock français,  qualifié de coquin et souriant avec également un côté « clown triste », mélancolique et nostalgique. Pour l'écriture de certains textes, l'artiste s'est inspirée de classiques : Guy de Maupassant (La moustache), Honoré de Balzac (La migraine). L'album est conçu en collaboration avec des artistes rencontrés à Astaffort, le parolier François Welgryn, l'écrivaine Emmanuelle Cosso-Merad et le compositeur Gilles Guérif. 
Olivia Auclair remporte le 1er Prix d’interprétation française au Concours franco-allemand de la chanson du Moulin à Sel à Sulzbach (Sarre - Allemagne).

### Le spectacleDe l'autre côté
En 2020, Olivia Auclair écrit et joue seule sur scène les personnages du spectacle De l'autre côté pour lequel elle a reçu une aide de la province de Liège. Elle y raconte la mort aux enfants, à partir de 8 ans, avec le questionnement sur ce sujet souvent tabou « Et si la mort n'était pas si méchante que ça ? ». Conçu comme un hymne à la vie, le spectacle est écrit selon sa propre expérience et également en recueillant le témoignage d'enfants sur le sujet. Le texte joué est entrecoupé de chansons qui font également l'objet d'un album, sorti concomitamment à la pièce et le spectacle, tout public, est parfois suivi d'un débat,.

### D'autres activités
La comédienne prête sa voix pour le doublage de films, dessins animés ou séries notamment dans Wrecked : Les Rescapés (Karen)  et My Little Pony (La Reine Colombe) ; elle assure également la voix off de l'habillage de DH Radio.
Olivia Auclair est coach scénique ; Sandrine Bonnaire, notamment, a fait appel à elle sur une série télévisée ,.
L'artiste est également conteuse : En 2022, elle remporte le Grand prix du jury du concours d’expression « Fais moi un conte » de Surice avec Le secret de l’arbre, ce qui lui permet de participer au festival du conte de Chiny en juillet 2022.

## Sur scène en chansons
Année de sortie des principaux spectacles (non exhaustif)
- 2009, Olivia Auclair Live ![7],
- 2010, L'enfant porte[12],
- 2013, Les Babeluttes, chanson gourmande pour enfants (encore joué en 2024)[4],
- 2015, Pas ce soir chéri ![4],
- 2017, T'en fais une tête !, Les Babeluttes[25].
- 2021, Buzz un amour de BOURDON, Les Babeluttes.

## Théâtre
Année de sortie des principales pièces (non exhaustif)
- 2009, La Dent sous l'oreiller[8],
- 2020, De l'Autre côté, la mort racontée aux enfants[17]. Ce spectacle est encore joué en 2024.
- 2024 : "L'Envers du décor" de Florian Zeller.

## Filmographie

### Cinéma
- 2005 : Le plus beau jour de ma vie de Julie Lipinski[26] : ?
- 2005 : De indringer de Frank Van Mechelen[27] : ?
- 2006 : Congorama de Philippe Falardeau[27] : ?
- 2013 : Le Singe Roi: The King Monkey  de Frédéric Gibilaro : Mme Cheval[28]
- 2024 : La Abadesa d'Antonio Chavarias : rôle d'Elvira

### Télévision
- 2008 : Françoise Dolto, le désir de vivre de Serge Le Péron : la surveillante[28]
- 2010 : Plus belle la vie, 1615 Prime Enquêtes parallèles : l'hôtesse[28]
- 2018 : Papa ou maman créée par Matthieu Delaporte et Alexandre de La Patellière : la cliente de l'agence[28]
- 2020 : Een Goed Jaar de Kadir Ferati Balci : tante Elly

### Doublage
- 2022 : Life and Beth : voix additionnelles[29]

## Discographie
Pour public adulte :
- 2009, Olivia Auclair Live !, OA productions[5],
- 2015, Pas ce soir chéri !,  OA productions[4].

Pour tout public :
- 2020, De l'autre côté, le deuil de 8 à 88 ans, OA productions[17].

Pour jeune public :
- 2011, L'enfant-Porte, album collectif, Chandelle Productions/Sony Music[12],
- 2014, Madame Jeannotte, Les Babeluttes[30],
- 2017, T'en fais une tête !, Les Babeluttes[4],
- 2021, Buzz, un amour de bourdon, Les Babeluttes[31].